# 시라토리 쿠루미
시라토리 쿠루미(일본어: 白鳥胡桃) 미디어 믹스 프로젝트 「D4DJ」의 캐릭터로, 동 작품의 유닛 「Lyrical Lily」의 멤버.

## 프로필
- 생일	11월 12일
- 학년	아리쓰가와 학원 1년→2년(제2장 이후)
- 혈액형	B형
- 신장	151cm
- 체중	43㎏
- 취미	장난
- 특기	잘 놀고 잘 자다
- 좋아하는 음식	안녕하세요
- 가족 구성	아버지 어머니 언니 할아버지
- CV	후카가와 루카

## 개요
명가의 자녀가 다니는 엄격한 학교생활에 지루하고 있어 항상 장난을 꾸미고 있다. 트러블에 신 대응으로 해결해 주는 미꿈에 머리가 오르지 않는다. (하지만 장난을 멈추지 않는다!)
D4DJ 공식 사이트 Character에서

## 인물
「D4DJ」에 등장하는 Lyrical Lily 의 멤버, VJ와 스테이지 연출을 담당.
명가의 자녀가 다니는 아리스가와 학원 에서의 엄격한 생활에 지루한지, 평소 장난을 꾸미고 실행하고 있다. 장난을 치는 이유는 "깜짝 놀거나 두근 두근 하는 것이 재미 있으니까".
그런 그녀의 장난을 안출하는 두뇌가 유닛 활동에서는 VJ나 무대의 연출에 활용되고 있다.

## 후 복숭아와 장난
그녀를 말하는 데 빼놓을 수없는 것이 위에서 언급 한 "장난"
성격은 한마디로 말한다면 장난 좋아. 특히 사람이 자신의 장난으로 놀란 순간을 좋아하고, 잘 우등 생기질의 하루나나 자매로부터 꾸짖고 있다.
자타 모두 인정하는 장난을 좋아하는 것만 있어, 그녀가 넣는 장난은 매우 손에 넣고 있어, 칠판 지우기를 문에 끼워 떨어뜨리기 위해서 몇 번이나 실험을 반복하거나, 함정을 3m 파거나 (바닥에 는 최고급 깃털 이불 3장), 만우절 이기 때문에 토미이코와 함께 게임 내에서 장난을 치거나 , 중등부 시대에도 세미의 벗겨진 껍질을 골판지 가득 모은 등 장난의 차원이 학생을 넘고 있다.
그런 장난을 하고 있던 카이 있어도, 손끝이 매우 기용으로 일순간 진짜와 잘못 틀린 것 같은 봉제인형이나, 구체 관절 인형의 드레스를 자작하는 일도 있다.
그녀 에게 있어서의 장난은 어디까지나 「누군가를 기쁘게 하는 장난」 「누군가를 위해 되는 장난」… 가 엿볼 수 있다(뭐 호기심으로 하고 있는 장난도 많지만).
그러나 반대로 장난꾸러기(또는 예상치 못한 사태)를 받는 것은 불가능하며, 그녀에게 장난꾸러기를 했던 야노 료채 에 서투른 의식을 가지고 있다. 또 그녀는 어디까지나 장난을 하는 것으로 웃는 얼굴이 되어 받는 것이 목적이기 때문에, 그것이 실패로 끝나는 것은 그녀로서는 용서할 수 없기 때문에, 어쨌든 장난을 성공시키고 싶다는 잃지 않고 싫기도 하고, 직인 인기질인 성격이기도 하다.
또 일반적으로 장난을 치는 이유로 상대에게 기뻐해 주었으면 하고, 상대가 곤란하거나 화를 내는 얼굴이 재미있고, 상관 해 주었으면 한다고 하는 심리로 움직이고 있는 것이 많다.
장난의 대상이기도 한 하루나 야무에도, 당연하지만 후도가 장난을 하면 반응하기 때문에, 기뻐해 주는 것 이외에 상관해 주었으면 하는 마음으로 하고 있을 가능성도 높다.

## 외모
복숭아 색 (분홍색이 아님)의 머리카락에 크림 옐로우 눈을 가진다.
겉보기 트윈 테일로 보이지만, 실은 투사이드 업 . 트윈 테일 쪽에 볼륨이 있기 때문에, 애니메이션 2기의 PV를 볼 때까지 착각하고 있던 사람은 많다(캐스트 쪽은 제대로 투사이드 업하고 있는 것을 알 수 있다).
머리 위의 큰 리본과 하프 트윈 테일에 붙어있는 작은 리본 × 4가 특징. 또 캐스트의 라이브에서는 이 작은 리본이 잡히기 쉽고, 다른 유닛의 캐스트가 주워지는 일도 있어, 「요정의 발자취」 라고 불리고 있다.

## 메인 스토리에서의 활약
1 장 ROADtoD4FES.
1화째로 바로, 미유메와 이야기하고 있는 하루나에게 장난을 건다. 하루나로부터는 설교되어 예배당에서의 아침례 중이었기 때문에 자매에게도 화났다.
아침 예중에 시끄러운 벌로서 미이코들(미유메는 도와주고, 하루나는 감시로서)와 창고의 정리를 하게 되지만, 거기서 DJ 활동을 하는 계기가 된 레코드 플레이어를 찾아내게 된다. 자신이 좋아하는 음악을 듣는 기계를 갖고 싶었던 것과, 몇시도 미꿈에는 신세를 지고 있기 때문에 그 은혜라는 이유로, 레코드 플레이어를 호도와 미이코만의 은신처를 제공한다.
미유메의 「음악은 모두를 즐겁게 하기 위해서 있다」라는 말을 듣고, 자신의 특기로 모두를 즐겁게 하기 위해서, 모두 함께 비밀 기지의 장식을 실시했다.
숨어 DJ 활동을 계속해도 마침내 자매에게 들려 멤버는 자택 근신이 되어 버려, 클래스에서는 멤버에게 퇴학 처분이 내린다는 소문을 듣는다. 그러나 그 일에는 이미 대책을 치고 있었다.
라고 하는 것도 은신처에서 대음량으로 음악을 흘리면(자) 소소가 누설되어 버려, 자신들의 클래스 뿐만이 아니라 다른 클래스에도 그녀들의 활동이 알려져 그 클래스의 아이가 관객으로서 참가하고 있는, 학원 어딘가에서 사바트를 하고 있다고 소문을 세우는 등, 자매에게 들키는 것은 시간의 문제였다.
거기서 2명이 생각한 책은, 만일 발레했을 경우는 활동을 하고 있던 것은 장난 상습범의 후도와 미이코만으로, 미유메와 하루나는 그것을 멈추려고 말려들었다고 거짓말을 하는 것이었다.
특히 평소 장난을 치고 폐를 끼치고 있는 하루나에게는 "더 이상 가난 복권을 당기고 싶지 않다"고 말하고 있다(결국 퇴학처분이라는 이야기는 정말 그저 소문이었다).

## 이벤트 스토리에서의 활약
※콜라보 이벤트 제외
해피 서프라이즈 대작전!
Happy Around!와의 합동 이벤트. 개최 시기가 정확히 11/4~11/12이었기 때문에, 호도의 생일회의 스토리가 되고 있다.
스토리 중반, 생일 케이크의 불을 끄는 타이밍에 후추는 없었다. 어쨌든 「노래를 부르면 등장할지도 모른다」라고 조언되어(마히데에게는 「어떤 리굴이다」라고 츳코 되었지만), 린쿠와 미유메가 노래하자, 어떤 것을 가진 후도가 나타났다.
그것은 행복한 회원, 레이 생일 케이크 .
후 복숭아의 생일 파티는 사실 아름다운 생일 파티도 겸한 것으로 밝혀졌다.
레이와는 사교계에서 한 번만 생일 화제로 떠올랐던 정도의 관계이지만, 호도는 생일 가까운 그녀를 위해 서프라이즈를 하고 싶다고 생각했다.
거기서 해피아라 멤버인데 협력을 부탁했다.
음에는 하피아라만으로 개최한, 여신의 생일 때에 만든 케이크가 무너져 버린 것에 납득할 수 없고, 리벤지를 위해 협력했다는 것.
덧붙여서 이 계획의 준비 등을 통해서, 무니와 사이좋게 된 것이 이 이벤트의 무니의 별 3 카드로 밝혀지고 있다.
장난 꾸러기 산타 클로스
리리리리 첫 단독 이벤트. 별 3배포 카드 「유쾌한 요정처럼」로 실장.
리리리리의 크리스마스 라이브로, 모두를 놀라게 하려고 예배당에 장식을 베풀기 위해 학원 내에 미이코와 함께 침입했다. 미이 카드 스토리에서, 둘러보는 자매에게 들키게 되었지만, 거기는 고양이의 목소리로 오마화했다.
이것으로 모두가 놀랄 것이라고 생각했는데, 후도와 미이코가 예배당으로 짊어지는 이야기를 듣고 있던 하루나의 서프라이즈 반환에 앙천하는 것에. 자신이 장난을 치는 분에게는 좋지만, 타인에게서 걸 수 있는 것에는 약한 것을 알 수 있는 스토리가 되고 있다.
후일, 하루나의 서프라이즈 반환이 PeakyP-key의 시미즈 그림 하늘로부터의 입지혜라고 듣고, 하루나를 잘 알고 있는 후도는 「하루나짱만이라면 무리다!」라고 자신 만만히 말했다.
그리고 다음은 그림 하늘을 아군에게 붙이는 취지를 이야기했지만, 과연…
카드 스토리에서는 D4DJ계를 거칠게 하는 아이츠가 등장. 여기서 그녀와의 관계가 밝혀진다.
연월⇒카운트다운 Days!
모든 유닛 합동 이벤트
미유메에서 제야의 종붙이는 희망하면 누구나 할 수 있는 것을 듣고 흥미가 솟아, 미이코와 함께 절에 가고 싶다고 말한다. 이때는 아직 파티 중이라고 하루나에게 주의를 받지만, 차례가 끝난 것과 신선한 것을 경험하고 싶다고 반론한다(파티가 지루하지 않기 때문이라는 이유는 아닐 것이다).
Princess in Fairy tale
리리 리리 혼자 이벤트. 별 4 카드 『나무 누양 양의 붉은 두근』으로 실장.
미이코 이변에 재빨리 신경 쓴다(이 때만 녀석에는 열이 나왔다).
다음날 미이 집에 가서 가서 『이바라 공주』의 낭독으로 가시 공주를 연기한다… 그 후 미이 가파른 이사에 대해, 1명만 반대하고 있다.
미이코쨩이 있기 때문에, 매일 학교가 즐거워요! 함께 Lyrical Lily에서 노래하거나 춤추거나

장난스럽게 생각해 하루나쨩에게 화나거나, 앞으로도 계속, 미이코쨩과 함께하고 싶다…
최종적으로는 화가 났지만, 미이의 시간이 후모모에게는 중요한 것을 알 수 있다. 물론 이것은 미유메와 하루나에게도 마찬가지지만, 역시 함께 행동하고 있는 시간이 길기 때문에 후도의 말은 무게가 있다.
카드 스토리는 본편에 전혀 관계가 없지만, 설마의 아이츠 가 등장하는 스토리(실은 카드에도 비치고 있지만, 눈동자를 보지 않는 한 누군가 모르게 되어 있다).
스토리에서는 호위 없이 혼자 하교하는 후도. 그러나 돌아오는 길의 도중에 게임 센터에 가려고 하지만, 거기서 변장한 노아에게 말을 걸어진다(후모의 할아버지로부터 모습을 보고 싶으면 부탁되었기 때문에). 타인의 척을 하고 있는 것도 있어, 노아의 언동은 시종 수상한 사람 그 자체였다.
극단 큐토 피아 ♡ ~ 아라비안 나이트 ~
셔플 유닛 「큐토피아♡」 관련 이벤트. 별 3 카드 「Journey in the Sky」로 구현.
기본적으로 후원에게 이것이라고 말한 차례는 없지만, 카드 에피소드에서, 무대에서 사용하는 배경을 스스로 파괴해 버렸다. 무대의 날도 가깝기 때문에, 다른 3명에게는 먼저 돌아와 (보통 지켜보고 있었지만), 걱정스러운 가족에게 머리를 숙이고, 악전 고투하면서 수리하는 데 성공했다.
Journey of the Lily
리리 리리 혼자 이벤트. 별 3 배포 카드 "장난감 톤퍼 딸"로 구현.
미이코만큼은 아니지만, 해외 여행의 경험이 있는 모양.
카드 스토리에서는 거리 예술을 리릴리리 멤버가 도와줄 것이다. 후도는 라스트의 칼 던지기 담당이었지만, 칼 던지기로 알려지지 않았던, 원래 칼 던지기를 몰랐던 것이 원인으로, 칼 던지기에 진심으로 비비하고 있었다.
평소 사람에게 장난만 하고 있는 그녀가 '장난되는 측'으로 된 순간이었다.
리벤지! 클레버 설전
해피아라와의 2회째의 합동 이벤트. 별 3 카드 『 요격! 눈이 떨어지는 쿠나이」로 구현.
어렸을 때 공원에서 한 눈전이 추억인 것 같다. 특히 감동하는 이야기도 아니고, 호도가 첫 대면의 상대에게 오로지 눈덩이를 던진다 고 하는 정말 말할 수 없는 이야기. 그리고 이 상대가 드러나는 것이 판명되었다(호도가 "귀여웠으니까").
그리고 어릴 적의 리벤지 매치로서, 하피아라 VS 리리리리의 눈전이 개최. 결과는 마지막 최후에 후도가 미스하고 패배… … 그녀도 지지 않고 싫다고 아는 스토리였다.
카드 스토리에서는 후도가 리리리리 멤버 3명을 함정에 빠뜨렸다 …
『나의 굉장한 트윗과 친구』~하루나&호도~
후도와 하루나의 관계에 포커스 한 관계 이벤트. 별 4 카드 「Lyrical Illusion!!-Magician-」로 실장.
드물게 후도의 내면에 의해 포커스한 이벤트가 되고 있다.
이야기는 후도가 초등부 시절에 빌린 채 백과사전을 찾는 곳에서 시작된다. 백과사전의 안쪽에 있던 수수께끼가 적혀 있는 메모를 의지하여 아직 돌려주지 않은 백과사전을 찾는다.
그러나 후도는 왜 하루나에게 그런 장난을 건 것인가, 원래 그 시기에 하루나와 사이가 좋았는지가 의문이었다.
초등부를 걷고 있으면, 4명은 옛 것을 기억하고 있었다. 하루나와 후모모토는 옛날부터 변함없는 관계였던 것 같고, 복도에서 하루나를 놀라게 하거나, 작게 잘린 종이접기를 뿌리거나, 초등부의 무렵부터 함정으로 하루나를 떨어뜨리고 있었다. 이때 '여신상에는 장난을 치지 않는다'는 말이 계기로 후도가 백과사전을 숨긴 곳을 떠올려 예배당으로 향했다.
※여신상은 아리스가와 학원에 있어서는 매우 신성한 것 같다.
마침내 백과사전을 발견한 리리리리 일동. 하루나는 백과사전의 틈새에 한 장의 종이가 끼여 있는 것을 깨달았다.
"나와 친구가 되십시오."
초등부 무렵 후도와 하루나는 친구가 아니었지만, 미유메와 미이코가 이야기하고 있는 것을 보고, 그녀도 하루나와 친구가 되고 싶었다.
거기서 하루나가 읽을 예정인 백과사전 최종권에 메시지를 끼웠는데, 단지 읽어달라고 하는 것은 재미없기 때문에 보물 찾기처럼 백과사전 최종권을 숨겼다.
(하루나는 퀴즈왕이 되고 싶다고 자신도 말하고 있기 때문에, 호도는 하루나의 특기 분야에서 찾고 싶었다고 생각된다)
후도모는 하루나에게 백과사전을 찾지 못했는데 왜 친구가 됐는지 물어본다.
그것은 초등부 때 후도가 넘어져 부상을 한 것을 하루나가 도와준 것이 계기였다.
후도는 계속 “친구가 되어 주세요”라는 편지를 하루나가 읽고 있었기 때문에 도와주었다고 착각하고, 그래서 장난이 성공했다고 인식하고 있던 것이 진상이었다.
그러나 후도는 하루나가 자신의 편지를 읽어주지 않은 것에 빠지기도 수십년의 시간을 넘어 하루나에게 전한다.
"다시, 나와 친구가 되어 줄래?"
『귀여운 그 아이와 코와이 나』~호도&노아~
후 복숭아와 노아의 관계에 초점을 맞춘 관계 이벤트. 별 4 카드 「유라유라 곰 곰 - 장난 꾸러기 담당」에서 구현.
후도가 노아에 최면술을 걸어 노아가 귀여운 것이 무서워져 버린 것이 사건의 발단. 거기에서 노아가 원래대로 돌아가도록 Photon Maiden의 3명과 분투한다.
이번 스토리는 두 사람의 관계라고 하기보다 후호가 후쿠시마 노아라는 한 사람에게 어떤 영향을 주었는지에 초점을 맞추고 있다(자세한 내용은 후쿠시마 노아 를 참조).
그리고 이 스토리에 의해, 나쁘게 말한다면 후도모야말로 노아가 미쳤던 원흉 인 것이 판명되었다.
그리고 당연하지만, 이 이벤트의 카드 스토리에서도 녀석 이 등장한다. 비치 포함을 포함해 통산 3번째 .
그리고 거기까지 해 두어 후쿠시마라고 하고 싶어지는 내용이 되고 있다.

## 대인 관계
LyricalLily
사쿠라다 미유메
팀 메이트에서 아리 스가와 학원에 다니는 친구.
장난스런 후시말을 받고 있기 때문에 그녀에게는 머리가 오르지 않는다.
카스가 하루나
팀 메이트에서 아리 스가와 학원에 다니는 친구. 장난의 피해자 1
장난을 치는 타겟(속기 쉽기 때문에 면역을 붙여 준다는 이유)로, 두 사람의 교환은 유명한 고양이와 쥐 처럼.
기간 한정 릴레이션 이벤트 「「나의 타이세츠나토모다치」～하루나＆호도～」에서는, 두 사람이 친구가 된 계기에 대해 말해지고 있다.
다케시타 미이코
팀 메이트에서 아리 스가와 학원에 다니는 친구.
장난 동료로 둘이서 하루나에게 장난을 걸고, 둘이서 꾸짖기 때문에 잘 함께 있는 경우가 많다. 기간 한정 스토리 'Princess in Fairy tale'에서 보아 이 전교가 결정되어 미유메와 하루나가 '부모의 사정으로는 어쩔 수 없다'는 가운데 후도만은 그녀의 전학에 반대하고 있었다. 메인 스토리 제1장의 행동에서 봐도 두 사람은 가장 친한 친구인 것 같다.
Happy Around!
오나루토 문
기간 한정 이벤트 「해피 서프라이즈 대작전! 』 이후 사이가 좋아졌다. 세상 모르는 그녀에게 다양한 것을 가르쳐 준다. 장난의 피해자 그 2.
나중에 기간 한정 이벤트 「재활! 에 있어서는 재난 그 자체이다).
Photon Maiden
후쿠시마 노아
그녀의 친가가 운영하고 있는 일본식 과자 가게의 단골로, 어릴 적부터 사귀는 모양. 그래서 노아로부터 하면, 호도는 1개 연하의 여동생과 같은 존재. 걱정의 후원의 할아버지에게서도 그녀를 맡길 정도로 신뢰받고 있다.
에리어 대화에서는 몰래 장난을 치려고 하면 장난을 당하는 것이 들러 오히려 해주세요 . 약간 당기면서 떠났다.
기간 한정 릴레이션 이벤트 「「귀여운 그 아이와 코와이 나」～호도＆노아～」에서, 노아에게 있어서 후원이라는 존재의 중요성에 대해 말해지고 있다.
인무곡
야노 히카야
D4DJ 사이트 내에서의 토크에서 緋彩에 역도키리를 하고 이후 그녀를 싫어했다. (호 복숭아는 나이에 짱으로 부르고 있지만, 緋彩만은 산부이다).
미니애니메이션 푸치미쿠에서는, 미이코와 함께 장난감의 독거미나 잡아 잼을 사용해 장난을 하려고 했지만, 역시 회피되거나 장난꾸러지는 어느 쪽인가였다.
UniChØrd
시노미야 신사이
같은 학교의 후배.
두 사람의 외모는 머리카락을 포함하여 매우 비슷하기 때문에 앞으로 심애가 머리카락을 내렸을 때 등은 잘못된 일이 많아질지도 모른다 말한 곳에서 구별할 수밖에 없다).
최근 장난의 피해자 그 3이 되었다.

## 안쪽 사람에 관하여
시라토리 후모카 역의 후 카가와 루카 는 Lyrical Lily 신인 오디션에서 사쿠라다 미유메 역의 탄다 하즈키 와 다케시타 미이코 역의 와 타세 유즈키 와 함께 발탁되었다.
또 와타세 유즈키와 함께 히비키 에 소속되어 있다.
다른 세 명이 과거에 아이돌 등의 연예 활동을 하고 있던 경험이 있는 가운데, 그녀만 연예 활동을 한 경험이 없었기 때문에, 아무것도가 완전한 초보자 로서의 스타트를 끊었다.
작중에 등장하는 캐릭터를 담당하는 성우 중에서도 최연소의 15세 (Lyrical Lily 시동 당시). 같은 소속사의 진도 아마네 와 같은 연대이다. 덧붙여 생일은 진도 아마네가 빠르기 때문에, 그녀가 최연소.
소리 게가치세이며, 캐스트 내에서 넘버원의 플레이어를 결정하는 그루믹 컵에서 우승을 이루고 있다(현재도 그루미크 퀸이다).
또 그녀의 어머니는, 이벤트에서도 20위 이내에 들어간 적도 있는 딸 이상의 가치 세라고 한다. 또 딸보다 신인의 연발을 하고 있는 것 같다.
여담이지만, 그녀는 게임의 선전과 마피아 카지타가 후모모 추시라는 것으로, 마피아 카지타와 베테랑 성우의 나카무라 유이치 의 프로그램 찢어진 TV 에 출연하고 있다. 콜라보 동영상에서는 두 사람 앞에서 소리 게가치세의 굉장함을 피로하고 있는 것 외에, 리리리리의 소개도 하고 있으므로, 흥미가 있는 사람은 보자.

## 여담
커버곡 '남자의 훈장'의 처음에 '빡빡해요' 라는 결정대사가 있는데, 그것이 팬이나 다른 캐스트로부터도 인기를 끌고 있다. 그러나 2021년의 D4DJ Photon Maiden TV에서 하나 마키 오오카즈 역의 이와타 요 아오이가「부딪히겠습니다」 라고 착각하고 있던 것이 판명.
덧붙여서 그루미쿠 내에서 공개되고 있는 4컷 만화 「엿보기 mix!」 4화에서는 이 자료가 문지르고 있다. (전술의 「부딪히겠습니다」는 제대로 을화가 말하고 있다 )
여기까지는 단지 착각과 그것을 주운 4컷의 자료이지만, 2년의 시간을 얻어 마침내 공식화했다.